# Encephalartos ngoyanus
Encephalartos ngoyanus är en kärlväxtart som beskrevs av Inez Clare Verdoorn. Encephalartos ngoyanus ingår i släktet Encephalartos och familjen Zamiaceae. IUCN kategoriserar arten globalt som sårbar. Inga underarter finns listade i Catalogue of Life.